# Anavinemina axica
Anavinemina axica là một loài bướm đêm trong họ Geometridae.